# Julie de Wilde
Julie de Wilde (født 8. december 2002) er en belgisk professionel cykelrytter, som i øjeblikket kører for Fenix-Deceuninck i landevejscykling og i cykelcross for UCI Cyclocross-holdet IKO-Crelan.